# Temporada 2015 de TCR Asia Series
La temporada 2015 de TCR Asia Series fue la edición inaugural de dicha competición. Comenzó en Sepang el 5 de septiembre y finalizó el 22 de noviembre en Macao, luego de cuatro rondas.
Michael Choi se llevó el título de pilotos, a bordo de un Honda Civic Type-R TCR (FK2), mientras que Asia Racing Team se consagró en cuanto a equipos.

## Equipos y pilotos
Michelin es el proveedor oficial de neumáticos.
| Equipo                  | Auto                  | N.º | Pilotos                 | Rondas |
| ----------------------- | --------------------- | --- | ----------------------- | ------ |
| FRD Ford HK Racing Team | Ford Focus TCR        | 13  | Kenneth Ma              | 1-2    |
| FRD Ford HK Racing Team | Ford Focus TCR        | 27  | Robb Holland            | 3      |
| FRD Ford HK Racing Team | Ford Focus TCR        | 63  | Andy Yan                | 1      |
| Asia Racing Team        | SEAT León Cup Racer   | 14  | Philippe Descombes      | 1      |
| Asia Racing Team        | SEAT León Cup Racer   | 15  | Rodolfo Ávila           | 1      |
| Asia Racing Team        | SEAT León Cup Racer   | 87  | Rodolfo Ávila           | 4      |
| Asia Racing Team        | SEAT León Cup Racer   | 30  | Liu Lic Ka              | 1      |
| Asia Racing Team        | SEAT León Cup Racer   | 31  | Tin Sritrai             | 3      |
| Asia Racing Team        | SEAT León Cup Racer   | 63  | Sam Lok                 | 4      |
| Asia Racing Team        | SEAT León Cup Racer   | 69  | Kevin Pu                | 3      |
| Roadstar Racing Team    | SEAT León Cup Racer   | 27  | Robb Holland            | 4      |
| Roadstar Racing Team    | SEAT León Cup Racer   | 56  | Samson Chan             | Todas  |
| Roadstar Racing Team    | SEAT León Cup Racer   | 66  | Filipe de Souza         | 1-3    |
| Roadstar Racing Team    | SEAT León Cup Racer   | 78  | Masahiko Ida            | 1      |
| Roadstar Racing Team    | SEAT León Cup Racer   | 78  | George Chou             | 2      |
| Roadstar Racing Team    | SEAT León Cup Racer   | 97  | Johnson Huang           | 3-4    |
| Prince Racing Hong Kong | Honda Civic TCR (FK2) | 38  | Kenneth Lau             | Todas  |
| Prince Racing Hong Kong | Honda Civic TCR (FK2) | 68  | Michael Choi            | Todas  |
| Campos Racing           | Opel Astra OPC        | 44  | Mak Hing Tak            | 2      |
| Niza Racing             | SEAT León Cup Racer   | 65  | Douglas Khoo            | 3-4    |
| Craft-Bamboo Racing     | SEAT León Cup Racer   | 80  | Munkong Sathienthirakul | 3      |
| Craft-Bamboo Racing     | SEAT León Cup Racer   | 99  | Eric Kwong              | 1      |
| Craft-Bamboo Racing     | SEAT León Cup Racer   | 99  | Frank Yu                | 2, 4   |
| Wing Hin Motorsports    | SEAT León Cup Racer   | 83  | Kenny Lee               | 1      |

## Calendario
El calendario provisional de 2015 fue anunciado el 23 de diciembre de 2014. El calendario definitivo fue anunciado el 25 de febrero de 2015. El 17 de julio la ronda de Zhuhai, planificada para el 16 de agosto, fue cancelada.
| Ronda | Ronda | Circuito                                       | Fecha            | Soporte                                                        |
| ----- | ----- | ---------------------------------------------- | ---------------- | -------------------------------------------------------------- |
| 1     | 1     | Circuito Internacional de Sepang, Kuala Lumpur | 5 de septiembre  | GT Asia Series                                                 |
| 1     | 2     | Circuito Internacional de Sepang, Kuala Lumpur | 6 de septiembre  | GT Asia Series                                                 |
| 1     | 3     | Circuito Internacional de Sepang, Kuala Lumpur | 6 de septiembre  | GT Asia Series                                                 |
| 2     | 4     | Circuito callejero de Marina Bay, Singapur     | 19 de septiembre | Gran Premio de Singapur TCR International Series               |
| 2     | 5     | Circuito callejero de Marina Bay, Singapur     | 20 de septiembre | Gran Premio de Singapur TCR International Series               |
| 3     | 6     | Circuito Internacional de Chang, Buriram       | 25 de octubre    | TCR International Series GT Asia Series                        |
| 3     | 7     | Circuito Internacional de Chang, Buriram       | 25 de octubre    | TCR International Series GT Asia Series                        |
| 4     | 8     | Circuito da Guia, Macao                        | 22 de noviembre  | Gran Premio de Macao FIA GT World Cup TCR International Series |
| 4     | 9     | Circuito da Guia, Macao                        | 22 de noviembre  | Gran Premio de Macao FIA GT World Cup TCR International Series |

## Resultados
| Ronda | Ronda | Ronda    | Pole Position           | Vuelta rápida           | Piloto ganador          | Equipo ganador          | Resultados |
| ----- | ----- | -------- | ----------------------- | ----------------------- | ----------------------- | ----------------------- | ---------- |
| 1     | 1     | Sepang   | Rodolfo Ávila           | Rodolfo Ávila           | Rodolfo Ávila           | Asia Racing Team        | Resultados |
| 1     | 2     | Sepang   | Philippe Descombes      | Philippe Descombes      | Philippe Descombes      | Asia Racing Team        | Resultados |
| 1     | 3     | Sepang   |                         | Philippe Descombes      | Philippe Descombes      | Asia Racing Team        | Resultados |
| 2     | 4     | Singapur | George Chou             | Frank Yu                | Michael Choi            | Prince Racing Hong Kong | Resultados |
| 2     | 5     | Singapur |                         | George Chou             | Michael Choi            | Prince Racing Hong Kong | Resultados |
| 3     | 6     | Buriram  | Munkong Sathienthirakul | Munkong Sathienthirakul | Munkong Sathienthirakul | Craft-Bamboo Racing     | Resultados |
| 3     | 7     | Buriram  |                         | Munkong Sathienthirakul | Tin Sritrai             | Asia Racing Team        | Resultados |
| 4     | 8     | Macao    | Rodolfo Ávila           | Rodolfo Ávila           | Rodolfo Ávila           | Asia Racing Team        | Resultados |
| 4     | 9     | Macao    |                         | Robb Holland            | Rodolfo Ávila           | Asia Racing Team        | Resultados |

## Puntuaciones
| Pos.          | 1.º           | 2.º           | 3.º           | 4.º           | 5.º           | 6.º           | 7.º           | 8.º           | 9.º           | 10.º          |
| Clasificación | Clasificación | Clasificación | Clasificación | Clasificación | Clasificación | Clasificación | Clasificación | Clasificación | Clasificación | Clasificación |
| ------------- | ------------- | ------------- | ------------- | ------------- | ------------- | ------------- | ------------- | ------------- | ------------- | ------------- |
| Pts.          | 5             | 4             | 3             | 2             | 1             |               |               |               |               |               |
| Carrera       |               |               |               |               |               |               |               |               |               |               |
| Pts.          | 25            | 18            | 15            | 12            | 10            | 8             | 6             | 4             | 2             | 1             |

## Clasificaciones

### Campeonato de Pilotos
| Pos. | Piloto                  | SEP  | SEP  | SEP | SIN  | SIN | BUR | BUR | MAC  | MAC | Pts. |
| ---- | ----------------------- | ---- | ---- | --- | ---- | --- | --- | --- | ---- | --- | ---- |
| 1    | Michael Choi            | 3    | 23   | Ret | 14   | 1   | 83  | 5   | 34   | Ret | 122  |
| 2    | Rodolfo Ávila           | 1    | WD2  | WD  |      |     |     |     | 12   | 1   | 89   |
| 3    | Philippe Descombes      | 2    | 1    | 1   |      |     |     |     |      |     | 77   |
| 4    | Samson Chan             | 6    | 6    | DSQ | 3    | 6   | 7   | 8   | 4    | Ret | 61   |
| 5    | Filipe de Souza         | 8    | 4    | Ret | Ret3 | 4   | 4   | 4   |      |     | 55   |
| 6    | Munkong Sathienthirakul |      |      |     |      |     | 1   | 2   |      |     | 48   |
| 7    | Tin Sritrai             |      |      |     |      |     | 2   | 1   |      |     | 47   |
| 8    | Kenneth Lau             | 45   | DSQ4 | DNS | Ret5 | 5   | 5   | 6   | Ret5 | DNS | 46   |
| 9    | Eric Kwong              | 5    | 3    | 2   |      |     |     |     |      |     | 43   |
| 10   | Frank Yu                |      |      |     | 2    | 3   |     |     | Ret2 | DNS | 41   |
| 11   | Robb Holland            |      |      |     |      |     | Ret | DSQ | 23   | 2   | 39   |
| 12   | George Chou             |      |      |     | 41   | 2   |     |     |      |     | 35   |
| 13   | Kevin Pu                |      |      |     |      |     | 34  | 3   |      |     | 32   |
| 14   | Masahiko Ida            | 7    | 5    | 3   |      |     |     |     |      |     | 31   |
| 15   | Liu Lic Ka              |      | 7    | 4   |      |     |     |     |      |     | 18   |
| 16   | Johnson Huang           |      |      |     |      |     | 6   | 7   | DNQ  | DNQ | 14   |
| 17   | Douglas Khoo            |      |      |     |      |     | 9   | 9   | DNQ  | DNQ | 4    |
| 18   | Andy Yan                | Ret3 | Ret  | Ret |      |     |     |     |      |     | 3    |
| 19   | Kenny Lee               | Ret4 | WD5  | WD  |      |     |     |     |      |     | 3    |
| NC   | Kenneth Ma              | WD   | WD   | WD  | DNS  | Ret |     |     |      |     | 0    |
| NC   | Mak Hing Tak            |      |      |     | DNS  | DNS |     |     |      |     | 0    |
| NC   | Sam Lok                 |      |      |     |      |     |     |     | DNQ  | DNQ | 0    |
| Pos. | Piloto                  | SEP  | SEP  | SEP | SIN  | SIN | BUR | BUR | MAC  | MAC | Pts. |

| Color     | Resultado                                                               |
| --------- | ----------------------------------------------------------------------- |
| Oro       | Ganador                                                                 |
| Plata     | 2.ª plaza                                                               |
| Bronce    | 3.ª plaza                                                               |
| Verde     | Finalizó en los puntos                                                  |
| Azul      | Finalizó sin puntos                                                     |
| Azul      | NC - No clasificado                                                     |
| Violeta   | Ret - No terminó (Carrera)                                              |
| Rojo      | DNQ - No se clasificó                                                   |
| Negro     | DSQ - Descalificado                                                     |
| Blanco    | DNS - No empezó (carrera)                                               |
| Blanco    | WD - Retirado (fin de semana)                                           |
| Blanco    | C - Carrera cancelada                                                   |
| Sin color | DNP - Inscrito pero no participó                                        |
| Sin color | INJ - Lesionado                                                         |
| Sin color | EX - Excluido                                                           |
| Estado    | Resultado                                                               |
| Negrita   | Pole position                                                           |
| Cursiva   | Vuelta rápida                                                           |
| †         | Abandona, pero clasifica al completar el porcentaje requerido para ello |

### Campeonato de Equipos
| Pos. | Equipo                  | SEP  | SEP  | SEP | SIN  | SIN | BUR | BUR | MAC  | MAC | Pts. |
| ---- | ----------------------- | ---- | ---- | --- | ---- | --- | --- | --- | ---- | --- | ---- |
| 1    | Asia Racing Team        | 1    | 1    | 1   |      |     | 2   | 1   | 1    | 1   | 265  |
| 1    | Asia Racing Team        | 2    | 62   | 4   |      |     | 34  | 3   | DNQ  | DNQ | 265  |
| 2    | Roadstar Racing Team    | 6    | 4    | 3   | 31   | 2   | 4   | 4   | 23   | 2   | 198  |
| 2    | Roadstar Racing Team    | 7    | 5    | Ret | 43   | 4   | 6   | 7   | 4    | Ret | 198  |
| 3    | Prince Racing Hong Kong | 35   | 23   | Ret | 14   | 1   | 53  | 5   | 34   | Ret | 170  |
| 3    | Prince Racing Hong Kong | 4    | DSQ4 | DNS | Ret5 | 5   | 85  | 6   | Ret5 | DNS | 170  |
| 4    | Craft-Bamboo Racing     | 5    | 3    | 2   | 2    | 3   | 1   | 2   | Ret2 | DNS | 132  |
| 5    | Niza Racing             |      |      |     |      |     | 8   | 8   | DNQ  | DNQ | 8    |
| 6    | FRD Ford HK Racing Team | Ret3 | Ret  | Ret | DNS  | Ret | Ret | DSQ |      |     | 3    |
| 6    | FRD Ford HK Racing Team | WD   | WD   | WD  |      |     |     |     |      |     | 3    |
| 7    | Wing Hin Motorsports    | Ret4 | WD5  | WD  |      |     |     |     |      |     | 3    |
| NC   | Campos Racing           |      |      |     | DNS  | DNS |     |     |      |     | 0    |
| Pos. | Equipo                  | SEP  | SEP  | SEP | SIN  | SIN | BUR | BUR | MAC  | MAC | Pts. |

| Color     | Resultado                                                               |
| --------- | ----------------------------------------------------------------------- |
| Oro       | Ganador                                                                 |
| Plata     | 2.ª plaza                                                               |
| Bronce    | 3.ª plaza                                                               |
| Verde     | Finalizó en los puntos                                                  |
| Azul      | Finalizó sin puntos                                                     |
| Azul      | NC - No clasificado                                                     |
| Violeta   | Ret - No terminó (Carrera)                                              |
| Rojo      | DNQ - No se clasificó                                                   |
| Negro     | DSQ - Descalificado                                                     |
| Blanco    | DNS - No empezó (carrera)                                               |
| Blanco    | WD - Retirado (fin de semana)                                           |
| Blanco    | C - Carrera cancelada                                                   |
| Sin color | DNP - Inscrito pero no participó                                        |
| Sin color | INJ - Lesionado                                                         |
| Sin color | EX - Excluido                                                           |
| Estado    | Resultado                                                               |
| Negrita   | Pole position                                                           |
| Cursiva   | Vuelta rápida                                                           |
| †         | Abandona, pero clasifica al completar el porcentaje requerido para ello |